# Seznam skladatelů vážné hudby, G
Seznam skladatelů vážné hudby podle abecedy:
A – B –
C – Č –
D – E – 
F – G –
H – Ch –
I – J –
K – L –
M – N –
O – P –
Q – R –
Ř – S –
Š – T –
U – V –
W – X –
Y – Z –
Ž

## Ga
- František Gaal (1860–1906)
- Morten Gaathaug (1955)
- Gaspare Gabellone (1727–1796)
- Revaz Gabichvadze (1913–1999)
- Marie Gabriel (1852–1928)
- Mary Ann Virginia Gabriel (1825–1877)
- Andrea Gabrieli (1532–1585)
- Giovanni Gabrieli (1554–1612)
- Domenico Gabrielli (1659–1690)
- Nicolo Gabrielli (1814–1891)
- Kenneth Gaburo (1926–1993)
- Vincenzo Gabussi (1800–1846)
- Axel Gade (1860–1921)
- Jacob Gade (1879–1963)
- Niels Gade (1817–1890)
- Meingosus Gaelle (1752–1816)
- Majer Gaetano (1750–1792)
- Tommaso Bernardo Gaffi (1667–1744)
- Marco da Gagliano (1582–1643)
- Jean-Josaphat Gagnier (1885–1949)
- Giovanni Battista Gaiani (1757–1819)
- Sóphie Gail (1775–1819)
- André Gailhard (1885–1966)
- Constantino Gaito (1878–1945)
- Hans Gál (1890–1987)
- Christobal Galan (1625–1684)
- Carlo  Galante (1959)
- Nancy  Galbraith (1951)
- Eamnuele Galea (1793–1850)
- Pietro Paolo Galea (1873–1930)
- Cesare Galeotti (1872–1929)
- Jaroslav Galia (1875–1941)
- Michelangelo Galilei (1575–1631)
- Vincenzo Galilei (1525–1591)
- Blas Galindo Dimas (1910–1993)
- German Germanovič Galinin (1922–1966)
- Jan Karol Gall (1856–1912)
- Hector Gallac (1896–1951)
- Jack  Gallagher (1947)
- Robert Gallenberg (1783–1839)
- John Ernest Galliard (1666–1747)
- Paolo Gallico (1868–1955)
- Jan Gallina (1724–1773)
- Domenico  Gallo (1730–1768)
- Raymond Gallois-Montbrun (1918–1994)
- Noël Gallon (1891–1966)
- Jacques Gallot (1625–1690)
- Jacobus Gallus (1550–1591)
- Baldassare Galuppi (1706–1785)
- German Germanovich  Galynin (1946)
- Salvatore Gambardella (1873–1913)
- Vincenzo Gambaro (1785–1824)
- Carlo Andrea Gambini (1819–1865)
- Eduardo  Gamboa (1960)
- Sylvestro Ganassi (1492–1550)
- Gerardo  Gandini (1936)
- Michael  Gandolfi (1956)
- Ricardo Gandolfi (1839–1920)
- Vjačeslav Ganelin (1944)
- Louis Gaston Ganne (1862–1923)
- Rudolph Ganz (1877–1972)
- Wilhelm Ganzhorn (1818–1880)
- Ping  Gao (1970)
- Serge Garant (1929–1986)
- Alexis de Garaudé (1779–1852)
- J. Ryan Garber (1973)
- Tomas Garbizu (1901–1989)
- Digno Garcia (1919–1984)
- Jose Mauricio Nunes Garcia (1767–1830)
- Manuel Garcia (1775–1832)
- Orlando Jacinto  Garcia (1954)
- Anton Garcia Abril (1933)
- Fabián Garcia Pacheco (1725–1808)
- José Garcia Robles (1835–1910)
- Jose  Garcia Roman (1945)
- Eduardo  Garcia-Mansila (1871–1930)
- Francesco Gardi (1760–1810)
- Henry Balfour Gardiner (1877–1950)
- John  Gardner (1917–2003)
- Samuel Gardner (1891–1984)
- Zoltan Gardonyi (1906–1986)
- Zsolt Gardonyi (1946)
- Carlo Giorgio Garofalo (1886–1962)
- Seth  Garrepy (1986)
- Julio Garreta (1875–1925)
- George Mursell Garrett (1834–1897)
- Pablo Garrido (1905–1982)
- Celso  Garrido-Lecca (1926)
- Santino Garsi (1542–1604)
- Margaret Garwood (1927)
- Mathieu Gascongne (1502–1552)
- Giorgio Gaslini (1929)
- Gaetano Gaspari (1807–1881)
- Francesco Gasparini (1661–1727)
- Quirino Gasparini (1721–1778)
- Florian Gassmann (1729–1774)
- Peter Gast (1854–1918)
- Stanislas Gastaldon (1861–1939)
- Léon-Gustave-Cyprien Gastinel (1823–1906)
- Giovanni Giacomo Gastoldi (1554–1609)
- Michael  Gatonska (1967)
- Heinrich  Gattermeyer (1923)
- Theobaldo Gatti (1650–1727)
- Nicholas Comin Gatty (1874–1946)
- Philippe Gaubert (1879–1941)
- Denis Gaultier (1597–1672)
- Ennemond Gaultier (1575–1651)
- Henry John Gauntlett (1805–1876)
- Eugéne Gautier (1822–1878)
- Poerre Gautier (1642–1696)
- Gianandrea Gavazzeni (1909–1996)
- Pierre Gaveaux (1760–1825)
- Pierre Gaviniés (1728–1800)
- Petra Gavlasová (1976)
- Valerij Alexandrovič Gavrilin (1939–1999)
- Adalbert Gawronski (1868–1910)
- Kryštof Gayer (?–1734)
- Joaquin Gaztambide (1822–1870)
- Giuseppe Gazzaniga (1743–1818)

## Ge
- Gan-ru Ge (1954)
- Johann Christian Gebauer (1808–1884)
- Georg Gebel II (1709–1753)
- André Gédalge (1856–1926)
- Giulio Cesare Gedda (1899–1970)
- Alexander Gedicke (1877–1957)
- Irakly Gedzhadze (1925)
- Henry Geehl (1881–1961)
- Hans Gefors (1952)
- Joseph Gehot (1756–1795)
- Paul Geilsdorf (1890–1976)
- Fritz Geissler (1921–1984)
- Christian Geist (1650–1711)
- Johannes Gelbke (1846–1903)
- Geza  Gemesi (1961)
- Francesco Geminiani (1687–1762)
- Jiří Gemrot (1957)
- Richard  Genée (1823–1895)
- Pietro Generali (1773–1832)
- Paul-Agricole Genin (1832–1903)
- Josif Josifovič Geništa (1795–1853)
- Tomás Genoves y Lapetra (1805–1861)
- Harald Genzmer (1909–2007)
- Jean-Nicolas Geoffroy (1633–1694)
- Earl George (1824)
- Thom Ritter  George (1942)
- Alexandre Georges (1850–1938)
- Liberatus Geppert (1815-1881)
- Antonín Gerber (1711–1792)
- René Gerber (1908–2006)
- Steven  Gerber (1948)
- Fran Gerbir (1840–1917)
- Matteo  Gerboni (1979)
- Roberto Gerhard (1896–1970)
- Wilhelm Gericke (1845–1925)
- Theodor Gerlach (1861–1940)
- Franz Xaver Gerle (1764–1827)
- Hans Gerle (1500–1570)
- Edward German (1862–1936)
- Thomas German Reed (1817–1888)
- Friedrich Gernsheim (1839–1916)
- Eliezer Gerovitch (1844–1914)
- David  Gershfeld (1911–2005)
- George Gershwin (1898–1937)
- Georg Gerson (1790–1825)
- Ottmar Gerster (1897–1969)
- Claude Gervaise (1525–1560)
- Charles Hubert Gervaise (1671–1744)
- Giovan Battista Gervasio (1725–1785)
- Barholomaus Gesius (1555–1613)
- Friedrich Christoph Gestewitz (1753–1805)
- Carlo Gesualdo (1561–1613)
- Gyorgy Geszler (1913–1998)
- Gordon Getty (1933)
- Francois-Auguste Gevaert (1828–1908)

## Gh–Gi
- Giorgio Federico Ghedini (1892–1965)
- Leon van Gheluwe (1837–1914)
- Filippo Maria Gherardeschi (1738–1808)
- Giuseppe Gherardeschi (1759–1815)
- Matthias van den Gheyn (1721–1785)
- Johannes Ghiselin (1455–1507)
- Federico Ghisi (1901–1975)
- Joseph Ghys (1801–1848)
- Oracio Giaccio (?–1660)
- Juan Francisco Giacobbe (1907–1990)
- Giordano Giacobbi (1597–1629)
- Geminiano Giacomelli (1692–1740)
- Giovanni Alberto Giai (1690–1764)
- Gialdino Gialdini (1843–1919)
- Giuseppe Giamberti (1600–1662)
- Alamiro Giampieri (1893–1963)
- Giovanni Giannetti (1869–1938)
- Antonio Giannettini (1648–1721)
- Vittorio Giannini (1903–1966)
- Bernardo Gianoncelli (?–1650)
- Luigi Stefano Giarda (1868–1953)
- Felice de Giardini (1716–1796)
- Remo Giazotto (1910–1998)
- Ellis Gibbons (1573–1603)
- Christopher Gibbons (1615–1676)
- Orlando Gibbons (1583–1625)
- Cecil Armstrong Gibbs (1889–1960)
- Lorenzo Gibelli (1719–1812)
- Paul-César Gibert (1717–1787)
- Miriam Gideon (1906–1996)
- Michael  Gielen (1927)
- Walter Gieseking (1895–1956)
- Helen Gifford (1935)
- Nicolas Gigault (1627–1707)
- Eugene Gigout (1844–1925)
- Gilardo Gilardi (1889–1953)
- Angelo  Gilardino (1941)
- Anthony Gilbert (1934)
- Henry F. Gilbert (1868–1928)
- Jean Gilbert (1879–1942)
- Charles H. Gilfert (1787–1829)
- Jacob Edvard Gille (1814–1880)
- Gillebert de Berneville (1250–1280)
- Brian  Gillett (1972)
- Jean-Claude Gilliers (1667–1737)
- David  Gillingham (1947)
- Don Gillis (1912–1978)
- William Gillock (1917–1993)
- Jan van Gilse (1881–1944)
- Paul Gilson (1865–1942)
- Jeronimo Gimenez (1854–1923)
- Alberto Ginastera (1916–1983)
- Salvador Giner y Vidal (1832–1911)
- Carmine Giordani (1685–1758)
- Giuseppe Giordani (1751–1798)
- Tommaso Giordani (1730–1806)
- Umberto Giordano (1867–1948)
- Giovanni Giorgi (?–1762)
- Paolo Giorza (1832–1914)
- Ruggiero Giovannelli (1560–1625)
- Giovanni da Cascia (?–1350)
- Giovanni Maria da Crema (1520–1570)
- Pietro Antonio Giramo (1619–1630)
- Francois-Joseph Giraud (?–1790)
- Manuel Giró (1848–1916)
- Francois Giroust (1737–1799)
- Egberto  Gismonti (1947)
- Nicolas Gistou (?–1609)
- Janice  Giteck (1946)
- Oscar Giudice (1906–1974)
- Giovanni Francesco Giuliani (1760–1818)
- Mauro Giuliani (1781–1829)
- Barbara Giuranna (1902–1998)

## Gj–Gl
- Gunnar Gjerstrom (1891–1951)
- František Glaeser (1798–1861)
- Antoine-Charles Glachant (1770–1851)
- Peggy Glanville-Hicks (1912–1990)
- Werner Wolf Glaser (1910–2006)
- Louis Glass (1864–1936)
- Philip  Glass (1937)
- Franz Glässer (1798–1861)
- Alexandr Konstantinovič Glazunov (1865–1936)
- Frederick Grant Gleason (1848–1903)
- Jevgenij Glebov (1929)
- Srul Irving Glick (1934–2002)
- Sylvia Glickman (1932–2006)
- Reinhold Moricevič Glier (1875–1956)
- Michail Ivanovič Glinka (1804–1857)
- Mateusz Glinski (1892–1976)
- Vinko  Globokar (1934)
- Livin Glodeanu (1938–1978)
- Carl Wilhelm Glösch (1732–1809)
- Charles W. Glover (1806–1863)
- John William Glover (1815–1899)
- William Howard Glover (1819–1875)
- Katarzyna  Glowicka (1977)
- Friedrich Gluck (1793–1840)
- Christoph Willibald Gluck (1714–1787)

## Gn–Go
- Radames Gnattali (1906–1988)
- Francesco Gnecco (1769–1811)
- Vittorio Gnecchi (1876–1954)
- Michail Favianovič Gněsin (1883–1957)
- Stefano Gobatti (1852–1913)
- Benjamin Godard (1849–1895)
- Felix Godefroid (1818–1897)
- Jules Godefroid (1811–1840)
- Leopold Godowsky (1870–1938)
- Hugo Godron (1900–1971)
- Roger Goeb (1914–1997)
- Heiner  Goebbels (1952)
- Franzpeter Goebels (1920–1988)
- Alexander Goehr (1932)
- Walter Goehr (1903–1960)
- Daniel van Goens (1858–1904)
- Karl Eduard Goepfart (1859–1942)
- Karl Andreas Goepfert (1768–1818)
- Philip Goepp (1864–1936)
- Hermann Goetz (1840–1876)
- Carl Goetze (1836–1887)
- Walter W. Goetze (1883–1961)
- Taijiro Goh (1907–1970)
- Georg Göhler (1874–1954)
- Robert Goldbeck (1839–1908)
- Theo Goldberg (1921)
- Alexander Borisovič Goldenweiser (1875–1961)
- Friedrich  Goldmann (1941–2009)
- Karl Goldmark (1830–1915)
- Adalbert von Goldschmidt (1848–1906)
- Berthold Goldschmidt (1903–1996)
- Jerry Goldsmith (1929–2004)
- Marin Petrov Goleminov (1908–2000)
- Vinny  Golia (1946)
- Osvaldo Noé Golijov (1960)
- Jefim Golišev (1897–1970)
- Martin Goller (1764–1836)
- Adolf Gollmick (1825–1883)
- Nikolaj Semjonovič Golovanov (1891–1953)
- Xavier Gols (1902–1938)
- Georg Eduard Goltermann (1824–1898)
- Boris Goltz (1913–1942)
- Gerardo Gombau (1906–1972)
- Nicolas Gombert (1495–1560)
- Carlos Gomes (1836–1896)
- Domingo Julio Gomes Garcia (1886–1973)
- Jorge Gomez Crespo (1900–1971)
- José Melchor Gomis y Colomer (1791–1936)
- David  Gompper (1954)
- Michel  Gonneville (1950)
- Howard  Goodall (1958)
- Forrest  Goodenough (1918–2004)
- John Goodgroome (1620–1704)
- Alfred Goodman (1920–1999)
- Ron Goodwin (1925–2003)
- Eugene Aynsley Goossens (1893–1962)
- Adam  Gorb (1958)
- Giovanni Battista Gordigiani (1795–1871)
- Michael  Gordon (1965)
- Ricky Ian  Gordon (1956)
- Henryk Mikolaj Górecki (1933)
- Galina  Gorelova (1951)
- Nikolaj Borisovič Gorlov (1926)
- Věra Nikolajevna Gorodovskaja (1919)
- Giacomo Gorzanis (1520–1575)
- Annie  Gosfield (1960)
- John Goss (1800–1880)
- Francois-Joseph Gossec (1734–1829)
- Ralf  Gothoni (1946)
- Ida  Gotkovsky (1933)
- Jakov  Gotovac (1896–1982)
- Jack  Gottlieb (1930)
- Louis Moreau Gottschalk (1829–1869)
- Karl Götze (1836–1887)
- Claude Goudimel (1514–1572)
- Denis  Gougeon (1951)
- Gabriele Ian  Gould (1974)
- Glen Gould (1932)
- Morton Gould (1913–1996)
- Charles Gounod (1818–1893)
- Louis Théodore Gouvy (1819–1898)
- Niel Gow (1727–1807)

## Gr
- Christian Ernst Graaf (1723–1804)
- Hermann Grabner (1886–1969)
- Louis Grabu (1630?–1690?)
- Gabriel Grad (1890–1950)
- Carl Grädener (1812–1883)
- Paul Graener (1872–1944)
- Hans Magne  Graesvold (1936)
- Wolfram  Graf (1965)
- Johann Friedrich Gräfe (1711–1787)
- Achille Graffigna (1816–1896)
- Filippo Gragnani (1768–1820)
- Peter  Graham (1952)
- Percy Grainger (1882–1961)
- Peder Gram (1881–1956)
- Harold  Gramatges (1918–2008)
- Karl Grammann (1844–1897)
- Eduardo  Granados (1894–1928)
- Enrique Granados (1867–1916)
- Giovanni Battista Granata (1620–1680)
- Alessandro Grandi (1586–1630)
- Renato Grandis (1927)
- Marcel Grandjany (1891–1975)
- Axel Karl William Grandjean (1847–1932)
- Clemence de Grandval (1828–1907)
- Marie Grandval (1830–1907)
- Louis Granier (1740–1800)
- Bruno Granichstaedten (1879–1944)
- Donald  Grantham (1947)
- Gottfrid  Grasbeck (1927–2010)
- Augusto  Grasso (1923–2010)
- Carlos  Gratzer (1956)
- Agusti Grau (1896–1970)
- Lars  Graugaard (1957)
- Carl Heinrich Graun (1703–1759)
- Johann Gottlieb Graun (1702–1771)
- Christoph Graupner (1683–1760)
- Giovanni Battista Grazioli (1746–1820)
- Walter Greatorex (1877–1949)
- Terence  Greaves (1933–2009)
- Jacob Greber (?–1731)
- Gaetano Greco (1657–1728)
- Jose Luis  Greco (1953)
- Alexandr Tichonovič Grečaninov (1864–1956)
- Arthur de Greef (1862–1940)
- Maurice Green (1696–1755)
- Matthew  Greenbaum (1950)
- Maurice Greene (1696–1755)
- louis Gregh (1843–1915)
- Edouard Gregoir (1822–1890)
- Jacques Gregoir (1817–1876)
- Richard  Gregoire (1944)
- Čestmír Gregor (1926)
- František Gregora (1819–1887)
- Edward  Gregson (1945)
- Gaetano Grech (1855–1938)
- Olivier Greif (1950–2000)
- Ferdinand Greinecker (1893–1952)
- Matthias Greiter (1494–1550)
- Eduard Grell (1800–1886)
- Piotr Grella-Mozejko (1961)
- Lene  Grenager (1969)
- Eliseo Grenet (1893–1950)
- Nicolas Grenon (1375–1456)
- Scot  Gresham-Lancaster (1954)
- Antoine-Frédéric Gresnick (1755–1799)
- Jozef Grešák (1907–1967)
- Andre-Ernest-Modeste Grétry (1741–1813)
- Lucille Grétry (1772–1790)
- Alexandr Sergejevič  Gribojedov (1785–1829)
- Vsevolod  Grickevič (1947)
- Karen Jean Griebling-Long (1957)
- Edvard Grieg (1843–1907)
- Francis  Grier (1955)
- Karl-Rudi Griesbach (1916–2000)
- Peter Griesbacher (1864–1933)
- Charles Griffes (1884–1920)
- Giacomo Griffini (2. pol 17. stol.)
- Elliot Griffis (1893–1967)
- David  Griffiths (1950)
- Nicolas de Grigny (1672–1703)
- Franz Grill (1756–1792)
- Giovanni Battista Grillo (15??–1622)
- Werner  Grimmel (1952)
- Ragnar  Grippe (1951)
- Albert Grisar (1808–1869)
- Charles Jean Baptiste Grisart (1837–1904)
- Gerard Grisey (1946–1998)
- Ferde Grofe (1892–1972)
- Johann Groh (1575–1627)
- Karl Gronstedt (1912–1983)
- Cor de Groot (1914–1993)
- Georg Christoph Grosheim (1764–1841)
- Joseph Arnold Gross (1701–1783)
- Carlo Grossi (1634–1688)
- Ludwik Grossman (1835–1915)
- Wilhelm Grosz (1894–1969)
- Franz Grothe (1908–1982)
- Nicolas de la Grotte (1530–1600)
- Eivind Groven (1901–1977)
- Gabriel Grovlez (1879–1944)
- Carlo Luigi Pietro Grua (1665–?)
- Carlo Pietro Grua (1700–1773)
- Franz Xaver Gruber (1787–1863)
- H.K.  Gruber (1943)
- Ludwig Gruber (1874–1964)
- Louis Gruenberg (1884–1964)
- Ludwig Grunberger (1839–1896)
- Theodor Grunberger (1756–1820)
- Gottfried Grunenwald (1675–1739)
- Jean-Jacques Grunenwald (1911–1982)
- Alfred Grunfeld (1852–1924)
- Alfred Grünfeld (1852–1924)
- Stephen Michael  Gryc (1949)

## Gu
- Gioseffo Guami (1542–1611)
- Carmine Guarino (1893–1965)
- Piero Guarino (1919)
- Antonio Guarnieri (1880–1952)
- Camargo Guarnieri (1907–1993)
- Sofia Asgatovna Gubajdulina (1931)
- Jakov  Gubanov (1954)
- Pelle  Gudmundsen-Holmgreen (1932)
- Pierre Guedron (1575–1620)
- Francisco Guerau (1649–1722)
- Francesco Guerini (1740–1770)
- Cesar Guerra-Peixe (1914–1993)
- Francisco Guerrero (1528–1599)
- Jacinto Guerrero (1895–1951)
- Guido Guerrini (1890–1965)
- Pietro Alessandro Guglielmi (1728–1804)
- Pietro Carlo Guglielmi (1763–1817)
- Karl Guhr (1787–1848)
- Vittorio Gui (1885–1975)
- Jean-Pierre Guignon (1702–1774)
- Jean Adam Guilain (1702–1739)
- Guillaume IX d'Aquitaine (1071–1127)
- Louis-Gabriel Guillemain (1705–1770)
- Rene Guillou (1903–1958)
- Alexandre Guilmant (1837–1911)
- Joan  Guinjoan (1931)
- Ernest Guiraud (1837–1892)
- Semjon Stěpanovič Gulak-Artemovsky (1813–1873)
- Max Gulbins (1862–1932)
- Ferdinand Gumbert (1818–1896)
- Adam Gumpelzhaimer (1559–1625)
- Inglis Gundry (1905–2000)
- Bo  Gunge (1964)
- Christopher  Gunning (1944)
- Raoul Gunsbourg (1859–1955)
- Václav Matyáš Gurecký (1705–1743)
- Jesús Guridi (1886–1961)
- Alexander Lvovich Gurilev (1803–1858)
- Cornelius Gurlitt (1820–1901)
- Manfred Gurlitt (1890–1973)
- Ivor Gurney (1890–1937)
- Cesario Gussago (1599–1612)
- Princ Gustaf (1827–1852)
- Jak-Erik Gustafsson (1942)

## Gy
- Hugo Gyldmark (1899–1971)
- Levente  Gyongyosi (1975)
- Adalbert Gyrowetz (1763–1850)
- Kim Won Gyun (1917–2002)